# Vojtěch Šafařík
Vojtěch Šafařík (Novi Sad, 26 de outubro de 1829 — Praga, 2 de julho de 1902) foi um químico tcheco.
Especialista em química inorgânica, escreveu diversos livros e realizou mais de 20 mil observações de estrelas variáveis.
A cratera Šafařík na lua foi batizada em sua memória.